# Pommevic
Pommevic – miejscowość i gmina we Francji, w regionie Oksytania, w departamencie Tarn i Garonna.
Według danych na rok 1990 gminę zamieszkiwało 466 osób, a gęstość zaludnienia wynosiła 81 osób/km² (wśród 3020 gmin regionu Midi-Pireneje Pommevic plasuje się na 617. miejscu pod względem liczby ludności, natomiast pod względem powierzchni na miejscu 1428.).